# Pagu

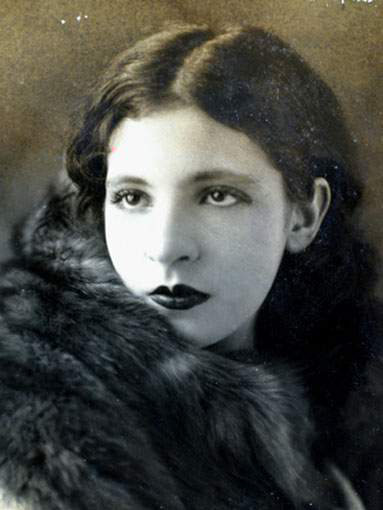
Pagu in den späten 1920er Jahren

Patrícia Rehder Galvão (* 9. Juni 1910 in São João da Boa Vista; † 12. Dezember 1962 in Santos), bekannt unter ihrem Pseudonym Pagu, war eine brasilianische Schriftstellerin, Intellektuelle, Feministin, politische Aktivistin, Journalistin und Übersetzerin. Sie war eine herausragende Persönlichkeit der antropophagischen Bewegung und ist eine bekannte Schriftstellerin der brasilianischen Moderne (Modernismo brasileiro). Als kommunistische Aktivistin wurde sie 1931 zur ersten weiblichen politischen Gefangenen Brasiliens.

## Leben

### Kindheit und Jugend
Patrícia Rehder Galvão wurde am 9. Juni 1910 in São João da Boa Vista im Bundesstaat São Paulo als Tochter von Thiers Galvão de França und Adélia Rehder Galvão geboren. Ursprünglich aus bürgerlichem Haushalt, wuchs sie in Brás, einem Arbeiterviertel São Paulos auf. Schon in jungen Jahren rebellierte sie gegen das vorherrschende Frauenbild der damaligen brasilianischen Gesellschaft, etwa indem sie skandalöse Kleidung trug und in der Öffentlichkeit rauchte. Bereits mit 15 Jahren veröffentlichte sie kleinere Artikel im Brás Jornal unter ihrem ersten Pseudonym „Patsy“.
Ab 1925 besuchte sie das Conservatório Dramático e Musical de São Paulo, wo sie Schülerin von Mário de Andrade und Fernando Mendes de Almeida war. Mit dem später bekannten Regisseur und Autor Olympio Guilherme hatte sie zu der Zeit eine kurze Beziehung. 1928 erhielt sie ein Diplom von der Escola Normal de São Paulo.

### Erwachsenenalter

#### Pagu und der Modernismo
Durch Vermittlung des Dichters Raul Bopp traf Patrícia 1928 erstmals den Schriftsteller Oswald de Andrade und die Künstlerin Tarsila do Amaral. Die Gruppe verband bald eine enge Freundschaft. Durch diese Bekanntschaften wurde die 18-jährige Patrícia Teil der avantgardistischen Kreise der brasilianischen Moderne. In einem ihr gewidmeten Gedicht (Coco de Pagu) taufte Raul Bopp sie Pagu, da er fälschlicherweise davon ausging, ihr Name sei 'Patrícia Goulart'. Unter diesem Namen, den sie von nun an als Pseudonym benutzte, wurde Patrícia Galvão in Brasilien bekannt.
Das im selben Jahr von Oswald de Andrade veröffentlichte Antropophagische Manifest entwickelte eine noch radikalere, kulturrevolutionäre Form des Modernismo. Pagu galt durch ihr Auftreten zunächst als Muse der neuen Bewegung und Verkörperung der antropophagischen Ideale. 1929 veröffentlichte sie selbst erste Texte und drei Zeichnungen in der zweiten Ausgabe der Revista da Antropofagia. In der achten Ausgabe folgte eine weitere Zeichnung, die sie mit Pagu signierte. Im selben Jahr publizierte sie das Álbum de Pagu ou Pagu – Nascimento Vida Paixão e Morte, bestehend aus Lyrik, Prosa und humoristischen Zeichnungen. Mit diesen Werken emanzipierte sie sich aus der ihr zugeschriebenen Rolle als passive Muse und fand ihre eigene Stimme in der literarischen und künstlerischen Avantgarde. Einer breiteren Öffentlichkeit wurde Pagu durch einen Auftritt im Teatro Municipal in São Paulo bekannt. Dort rezitierte sie am 5. Juni 1929 auf einer Benefizveranstaltung modernistische Gedichte, darunter Coco de Pagu.
Etwa zur selben Zeit begann sie ein Verhältnis mit Oswald de Andrade. Das Tagebuch, dass die beiden unter dem Titel Romance da época anarquista ou Livro das horas de Pagu que são minhas verfassten, dokumentiert diese Zeit.
Am 28. September heiratete Patrícia Rehder Galvão in einer nur zum Schein ausgeführten Hochzeit den Maler Waldemar Belisário. Mit der Heirat hoffte sie, sich von den Erwartungen der konservativen Gesellschaft emanzipieren zu können. Nach der standesamtlichen Trauung empfing Oswald de Andrade die Braut auf einer Anhöhe der Serra de Santos. Während Belisário nach São Paulo zurückkehrte, fuhren Patrícia und Oswald mit seinem Sohn Nonê zum Strand. Im Februar 1930 wurde die Ehe mit Waldemar Belisário wieder annulliert. Oswald de Andrade und Patrícia Rehder Galvão vollzogen bereits am 5. Januar 1930 eine ungewöhnliche, symbolische Hochzeit vor dem Grab seiner Familie auf einem Friedhof in São Paulo. Zu diesem Zeitpunkt war Patrícia bereits schwanger. Einen Monat später heirateten sie auch standesamtlich. Ihr Sohn Rudá Poronominare Galvão de Andrade wurde am 25. September geboren.

#### Erste politische Aktivitäten
Nach Errichtung der Diktatur unter Getúlio Vargas beteiligte sich Patrícia Galvão vermehrt an politischen Aktivitäten. In der Hoffnung, den Generalsekretär der kommunistischen Partei Brasiliens Luís Carlos Prestes zu treffen, reiste sie im Dezember 1930 nach Buenos Aires. Das Vorhaben gelang allerdings erst später in Montevideo. Stattdessen knüpfte Pagu in Argentinien neue Kontakte und lernte u. a. Jorge Luís Borges, Victoria Ocampo, Eduardo Mallea und Norah Borges kennen.
1931 wurde Pagu Mitglied der Kommunistischen Partei Brasiliens. Zusammen mit Oswald de Andrade gab sie das gesellschaftskritische Magazin O Homem do Povo ("Der Mann des Volkes") heraus. In der Rubrik O Mulher do Povo ("Die Frau des Volkes") übte sie aus feministischer Perspektive Kritik an den herrschenden Verhältnissen. Sie kritisierte aber auch die bürgerlichen Feministinnen ihrer Zeit, etwa für ihre Missachtung der Probleme von Frauen aus den unteren Schichten. Nachdem aufgebrachte Studenten der juristischen Fakultät ihr Büro stürmten, wurde die Zeitschrift von der Polizei verboten.
Am 23. August 1931 nahm sie in Santos an einer Solidaritätskundgebung für die US-amerikanischen Anarchisten Sacco und Vanzetti teil. Auf der Kundgebung kam es zu einem gewaltsamen Zwischenfall: ein Polizist erschoss den schwarzen Hafenarbeiter Herculano de Souza, dieser verblutete in Pagus Armen. Daraufhin wurde Pagu als Agitatorin festgenommen und in das Gefängnis von Praça dos Andradas gebracht. Patricia Rehder Galvão war die erste Frau, die in Brasilien aus politischen Gründen in Haft geriet.
1932 zog sie in ein Arbeiterviertel von Rio de Janeiro, wo sie unter anderem als Weberin arbeitete. Diese Erfahrungen gingen in ihren ersten Roman Parque Industrial ein, welcher im Januar des folgenden Jahres veröffentlicht wurde. Das Werk war der erste Roman in Brasilien, der in einem proletarischen Milieu spielte und auf die Probleme der unteren Schichten und insbesondere der arbeitenden Frauen aufmerksam machte. Auf Druck der kommunistischen Partei, die der feministischen Herangehensweise Galvãos und ihren freien Beschreibungen von Sexualität im Buch kritisch gegenüberstand, erschien der Roman unter dem Pseudonym Mara Lobo.

#### Reisejahre
Ab August 1932 führten Pagu mehrere Reisen um die Welt. Während dieser Zeit schrieb sie Berichte für verschiedene brasilianische Zeitungen, darunter die Diário de Notícias und den Correio da Manhã in Rio de Janeiro und die Diário da Noite in São Paulo. Ihre Reiseroute führte sie von Rio über Belém nach Kalifornien, Japan, China, Russland, Polen, Deutschland und Frankreich.
Auf ihrer Reise begegnete sie vielen bekannten Persönlichkeiten ihrer Zeit, darunter Sigmund Freud, den sie während einer Schiffspassage interviewte. In Hollywood traf sie u. a. George Raft, Raul Roulien und Miriam Hopkins. In Cobe, Japan kam es zu einem Wiedersehen mit Raul Bopp, der inzwischen Diplomat geworden war. In der Mandschurei freundete sich Pagu mit dem letzten Kaiser von China Puyi an, dessen Krönungszeremonie sie 1934 besucht hatte. Dieser lud sie ein, mit ihm auf Fahrrädern durch die Hallen seines Palastes zu fahren. Außerdem schenkte Puyi ihr Sojabohnen, die sie nach Brasilien schickte. Dabei handelte es sich um die ersten Samen, die in Brasilien angebaut wurden und dort den Sojaanbau begründeten.
Nach einem Besuch in Russland war sie enttäuscht über das kommunistische Regime und reiste über Polen und Deutschland weiter nach Frankreich. In Paris arbeitete sie für die Zeitung L'Avant-Garde und als Filmübersetzerin. Zu dieser Zeit war sie oft zu Gast bei einer brasilianischen Freundin, der Sängerin Elsie Huston, und deren Ehemann, dem Dichter Benjamin Péret. In deren Haus begegnete sie Vertretern der französischen Avantgarde, darunter Louis Aragon, André Breton, Paul Éluard und René Crevel.
Unter dem Pseudonym Léonie trat sie der französischen kommunistischen Partei bei. Sie nahm an mehreren Straßendemonstrationen teil und wurde insgesamt dreimal von den französischen Behörden verhaftet. Dem brasilianischen Botschafter Luís Martins de Souza Dantas gelang es 1935, ihr die Rückreise nach Brasilien zu ermöglichen, um sie vor einer möglichen Deportation nach Nazi-Deutschland zu bewahren. Dort angekommen trennte sie sich von Oswald de Andrade und arbeitete für die Zeitung A Platéia in São Paulo. Angesichts des autoritären Regimes unter Getulio Vargas war sie weiterhin politisch aktiv.

#### Gefangenschaft und Opposition zumEstado Novo
Bereits 1936 wurde sie wegen kommunistischen Aufstandes erneut verhaftet und zu zwei Jahren Gefängnis verurteilt. 1937 gelang es ihr vor Beendigung der Haftstrafe aus dem Krankenhaus von Santa Cruz zu fliehen. In den Zeitungen wurde sie daraufhin als gefährliche Frau und Staatsfeindin gesucht. 1938 wurde sie gefasst und vom nationalen Sicherheitsgericht des neu entstandenen Estado Novo zu zwei weiteren Jahren Gefängnis verurteilt. Insgesamt verbrachte Patrícia Rehder Galvão viereinhalb Jahre in Gefängnissen des Regimes und wurde dort auch gefoltert.
Auch in Gefangenschaft schrieb Galvão weiter. Sie führte Korrespondenzen, unter anderem mit dem Schriftsteller Geraldo Ferraz, und verfasste ergänzende Textstücke zu einem Roman, den sie vor ihrer Verhaftung geschrieben und auf einem leeren Grundstück in São Paulo vergraben hatte. Es sind die einzig erhaltenen Teile des Werkes, denn auf dem Gelände wurde ein Gebäude errichtet, bevor sie das Manuskript wieder ausgraben konnte. In einem Brief an Geraldo Ferraz skizzierte sie ihr bisheriges Leben. Das autobiographische Werk wurde später als Paixão Pagu veröffentlicht. 1940 kam sie wieder frei. Daraufhin hörte sie auf das Pseudonym Pagu zu benutzen, trat aus der kommunistischen Partei aus und heiratete Geraldo Ferraz. Am 18. Juni 1941 wurde ihr gemeinsamer Sohn Geraldo Galvão Ferraz geboren.

#### Journalistische Tätigkeit und Hinwendung zum Theater
Ab 1940 schrieb sie für verschiedene Zeitungen, teils unter Pseudonymen. Für das Magazin Detective verfasste sie 1944 kurze Detektivgeschichten unter dem Pseudonym King Shelter. In Kollaboration mit Geraldo Ferraz schrieb sie den Roman A Revista Famosa, der 1945 unter Erstnennung ihres Namens veröffentlicht wurde. Das Werk kritisiert sowohl den Estado Novo als auch das Dogma der kommunistischen Partei. Im selben Jahr war sie Mitbegründerin der antistalinistischen Zeitung Vanguarda Socialista, bei der sie in der Redaktion tätig war und in den folgenden Jahren auch zahlreiche Beiträge zu politischen und literarischen Themen veröffentlichte.
Ab 1946 veröffentlichte sie in mehreren Zeitungen Kolumnen und Kritiken zu kulturellen und literarischen Themen. Darüber hinaus kuratierte sie die Antologia da Literatura Estrangeira für die Zeitung Diário de São Paulo. In dieser Anthologie eröffnete sie dem brasilianischen Publikum viele bedeutende Werke der Weltliteratur, die hier teils zum ersten Mal in Brasilien und in portugiesischer Übersetzung erschienen. Außerdem schrieb sie in der Kolumne Cor Local über das kulturelle Leben São Paulos. Auf dem Poesie-Kongress 1948 in São Paulo kritisierte sie vehement die These, dass nach 1945 losgelöst von den Errungenschaften der literarischen Moderne eine neue Poesie in Brasilien entstanden sei. Gleichzeitig warf sie den Künstlern und Intellektuellen des brasilianischen Modernismo Verrat an ihren eigenen Idealen vor.
1949 versuchte sie zum ersten Mal, sich das Leben zu nehmen. Der Selbstmordversuch scheiterte. 1950 kandidierte sie ohne Erfolg für die brasilianische Sozialistische Partei bei den Wahlen zur Legislativversammlung des Bundesstaats São Paulo. Im Zuge des Wahlkampfs veröffentlichte sie das politische Pamphlet Verdade e Liberdade. In dem autobiographisch geprägten Manifest ließ sie ihre Erfahrungen mit der kommunistischen Partei und in den Gefängnissen des Estado Novo Revue passieren und entwickelte ein politisches Programm, das sowohl die reaktionäre Rechte als auch die totalitäre Linke ablehnte.
Ab 1952 wendete sie sich dem Theater zu und besuchte die Schule für dramatische Kunst in São Paulo. Als Teil einer Schulübung schrieb sie 1954 das unveröffentlichte Theaterstück Fuga e Variações. Ab 1954 lebte sie in São Vicente und Santos. Von nun an setzte sie sich mit Leidenschaft für das experimentelle Theater und das Amateur-Theater ein, veröffentlichte zahlreiche Theaterkritiken, übersetzte Dramen und arbeitete auch selbst als Regisseurin. Zusammen mit Paulo Lara führte sie 1958 Regie bei einer Aufführung des Stückes Fando und Lis von Fernando Arrabal. Im selben Jahr leitete sie das Festival de Teatro Amador de Santos e Litoral. 1960 traf sie Jean-Paul Sartre und Eugéne Ionesco in São Paulo und Rio de Janeiro. Im selben Jahr übersetzte sie das Theaterstück Rappaccini's Tochter des damals noch unbekannten Octavio Paz und brachte es als Regisseurin in Santos auf die Bühne.

### Tod
1961 erfuhr die Künstlerin von ihrer Krebserkrankung. Im September 1962 veröffentlichte sie in A Tribuna ihr letztes Werk, das Gedicht Nothing. Um ihrem Krebsleiden entgegenzuwirken, reiste sie für eine Operation nach Paris. Nach dem Missglücken der Operation kam es zu einem zweiten fehlgeschlagenen Selbstmordversuch. Am 12. Dezember 1962 starb Patrícia Rehder Galvão im Alter von nur 52 Jahren in Santos.

## Schaffen

### Literarisches Schaffen
Patrícia Rehder Galvãos literarisches Werk wurde erst spät wiederentdeckt. Die unkonventionellen, progressiven Thematiken ihrer Texte und ihre Weigerung, sich in den Mainstream der nationalistisch geprägten Kulturproduktion Brasiliens einzuordnen, verwehrten ihr lange den Eintritt in den literarischen Kanon. Sicherlich mitverantwortlich dafür war auch ihre Position als Frau und ihre Darstellung von weiblichen Stimmen in der von Männern dominierten brasilianischen Kulturwelt. Erst 1981 wurde Parque Industrial neu aufgelegt. Im Jahr darauf veröffentlichte der Dichter Augusto de Campos eine Anthologie ihrer Werke (Pagu: Vida-Obra). Seitdem begann eine Neubewertung und Anerkennung ihres literarischen Schaffens.

#### O album de Pagu: Nascimento vida paixão morte
Pagus erstes veröffentlichtes Werk wurde 1929 publiziert und bestand aus Zeichnungen, Gedichten und Prosastücken. Es ist in vier Abschnitte gegliedert: Geburt, Leben, Passion und Tod. Der Inhalt ist stark selbstreferenziell und gibt eigene Erfahrungen wieder. Ihr individueller künstlerischer Ausdruck, in den sie Einflüsse von Tarsila do Amaral und Oswald de Andrade aufnimmt, und die unkonventionelle Form des Albums reihen sich ein in die Strömung der brasilianischen Moderne. Durch die Veröffentlichung distanzierte sich Patrícia Galvão von der Fremdwahrnehmung ihrer Person als Muse des Modernismus und deren impliziter Objektifizierung.

#### Parque Industrial
Patrícia Rehder Galvão veröffentlichte 1933 ihren ersten Roman Parque Industrial. Dieser gilt als erster proletarischer Roman Brasiliens. Er vereint stilistische Elemente der literarischen Moderne der 20er Jahre mit den politischen Inhalten, die die 30er Jahre in Brasilien prägten. Die lyrische und poetisch dichte Sprache des Werks verbindet sich mit einer individuellen marxistischen Perspektive, die besonders feministische Thematiken in den Mittelpunkt rückt.
Typisch für die literarische Moderne zeichnet sich das Werk durch stilistische Experimente aus. Es gibt keinen linearen Plot, stattdessen besteht das Werk in Anlehnung an kinematographische Stilmittel aus einer Montage von verschiedenen kurzen Szenen. Die Dialoge des Textes sind oft umgangssprachlich und erinnern an das absurde Theater. Durch das Weglassen von Verben und Bindewörtern wird teilweise eine Sprache erzeugt, die an Plakataufschriften und Reklametexte erinnert.
Aus verschiedenen Fragmenten setzt die Autorin ein breites Gesellschaftsportrait zusammen, das über die arbeitenden Klassen hinaus ein Bild unterschiedlichster sozialer und ethnischer Hintergründe Brasiliens zeichnet. Der Roman spielt dennoch vor allem im Umfeld der Textilindustrie im neu industrialisierten São Paulo. Ein Leitmotiv bilden Beschreibungen und Metaphern des Nähens, der Kleidung und der Mode. Durch dieses erzählerische Stilmittel verknüpft Galvao die unterschiedlichen Lebenswelten der verschiedenen Klassen und Geschlechter. Ein besonderer Fokus liegt hierbei auf den Schicksalen und Herausforderungen von arbeitenden Frauen. Neben der Schilderung der harten Arbeitswelt werden auf für die damalige Zeit skandalöse Weise auch Sexualität und sexuelle Unterdrückungsmechanismen beschrieben. Auffallend sind ihre Beschreibungen von Frauen an den Rändern der Gesellschaft, wie z. B. Prostituierte, Migrantinnen und women of color. Der Roman zeigt rassistische Diskriminierung auf und versucht aktiv Stereotypen entgegenzuwirken, etwa durch die Darstellung des afrobrasilianischen Charakters Alexandre als Intellektuellen der Arbeiterbewegung.
Aus marxistischer Perspektive zeigt der Roman Sexismus (und auch Rassismus) als Teil von Klassenunterdrückung. Dennoch konnte Patrícia Galvão den Roman auf Druck der kommunistischen Partei nur unter dem Pseudonym Mara Lobo veröffentlichen. Für die Parteilinie war ihr Umgang mit Sexualität zu libertär und ihre unkonventionelle feministische Herangehensweise zu radikal.

#### A Famosa Revista
In Kollaboration mit Geraldo Ferraz schrieb Patrícia Rehder Galvão ihren zweiten Roman A Famosa Revista. Dieser wurde 1945 unter Erstnennung ihres Namens veröffentlicht. Der Roman war einerseits eine Satire auf das autoritäre Regime des Estado Novo, andererseits übten die Autoren Kritik am Dogma und der Bürokratisierung der kommunistischen Partei sowie deren Korruption und Geringschätzung menschlicher Werte.
Die Hauptcharaktere sind die Intellektuellen Rosa und Mosci. Sie beteiligen sich an der Revista, einem Magazin, das als Symbol für die kommunistische Partei steht. Mit ihrem Idealismus scheitern sie an der Realität der Revista, in der Opportunismus und Skrupellosigkeit bald die Überhand gewinnen. Sie sind gezwungen sich von der Revista zu distanzieren und suchen einen Ausweg in ihrer Liebe zueinander.
Das Werk zeichnet sich durch seine experimentelle literarische Form aus. Es besitzt keine traditionelle narrative Struktur, außerdem ist die verwendete poetische Sprache sehr dicht und suggestiv. Der Dichter und Literaturkritiker Sérgio Milliet verglich den vielschichtigen Text mit einem Orchesterstück, das sich auf verschiedenen Ebenen zusammenfügt und wieder auseinander strebt, und nannte den Roman ein Meisterwerk.

### Journalistisches Schaffen
Patrícia Rehder Galvãos journalistisches Schaffen begann bereits früh, als sie mit 15 Jahren unter dem Pseudonym Patsy erste Artikel im Brás Jornal veröffentlichte. Von da an hörte sie nie auf, Artikel und Kritiken zu veröffentlichen. Diese erschienen weiterhin unter zahlreichen Pseudonymen, darunter Mara Lobo, Ariel, Solange Sohl, Pt. und Pagu. Ihre journalistischen Beiträge hatten oft einen politischen, feministischen oder literarischen Fokus. Darüber hinaus interviewte sie bedeutende Persönlichkeiten ihrer Zeit, darunter Sigmund Freud, und berichtete während ihrer weitläufigen Reisen auch aus dem Ausland.
Mit ihrer Kolumne O Mulher do Povo ("Die Frau des Volkes") in dem zusammen mit Oswald de Andrade veröffentlichten Magazin O Homem do Povo begann 1931 ihre politische journalistische Arbeit. Ihre Kritik an den sozialen Verhältnissen und gesellschaftlichen Normen ihrer Zeit war individualistisch, radikal und kompromisslos. Ein Anliegen ihres Schreibens in O Mulher do Povo war es, den jungen Frauen São Paulos bewusst zu machen, dass sie das Potential hatten, sich selbst und die Gesellschaft zu verändern.
Während ihrer Reisejahre schrieb sie für mehrere brasilianische Zeitungen, darunter die Diário de Notícias und den Correio da Manhã in Rio de Janeiro und die Diário da Noite in São Paulo. Sie berichtete unter anderem aus der Mandschurei, aus Russland und aus Frankreich. In Paris arbeitete sie für die Zeitung L'Avant-Garde.
Auch nach ihrer Entlassung aus dem Gefängnis ließ Patrícia Rehder Galvão sich nicht mundtot machen. Sie nahm ihre journalistische Tätigkeit wieder auf und veröffentlichte über 30 Kolumnen in der Zeitung A Noite in São Paulo.
Für die 1945 von ihr mitbegründete antistalinistische Zeitschrift Vanguardia Socialista schrieb sie zahlreiche Artikel. In ihnen verteidigte sie unter anderem die Autonomie kreativen Schreibens gegen die Versuche der dogmatischen Linken, die Literatur zu politisieren. Zu einer Zeit, in der das kulturelle Klima in Brasilien vor allem durch nationales Bewusstsein geprägt war, übte sie scharfe Kritik an den Werken ihrer Zeitgenossen und setzte sich für literarische Innovation und künstlerische Freiheit ein. Unter anderem veröffentlichte sie Studien über Murilo Mendes, Carlos Drummond de Andrade und Ignazio Silone. Diese Tradition führte sie in ihrer Kolumne Cor Local fort, die sie zwischen 1946 und 1954 in mehreren Zeitungen größerer Reichweite veröffentlichte.
Patrícia Rehder Galvão war eine starke und vorausschauende Stimme in der Welt der Kultur. Mit ihren Kolumnen und Kritiken machte Galvão viele bedeutende ausländische Autoren in Brasilien erst bekannt. 1946 begann sie mit der Veröffentlichung von Anthologien ausländischer Literatur in der Zeitung Diário de São Paulo. Hier stellte sie über 90 Schriftsteller der Weltliteratur in teils eigener portugiesischer Übersetzung vor, unter ihnen James Joyce, Guillaume Apollinaire, Stéphane Mallarmé, William Faulkner, Katherine Ann Porter, Carson Mac Cullers, Katherine Mansfield, Erskine Caldwell und Henry Miller. Als eine der ersten Intellektuellen Brasiliens verteidigte sie die das Avantgarde-Theater von Alfred Jarry, Eugene Ionesco oder Samuel Beckett. Außerdem setzte sie sich für das poetische Theater von Lorca, Octavio Paz und Jean Tardieu ein. In der Zeitung A Tribuna verteidigte sie die Relevanz von Literatur im gesellschaftlichen und politischen Leben und veröffentlichte über 200 Theaterkritiken. Für ihre Kolumne in A Tribuna verfasste Patrícia Galvão auch die ersten fünf in Brasilien veröffentlichten Essays über den portugiesischen Autor Fernando Pessoa.
Ebenfalls in A Tribuna erschien unter ihrem Pseudonym Gim ab 1956 eine der ersten Fernsehkolumnen Brasiliens.

### Übersetzungen
Patrícia Rehder Galvão übersetzte Werke aus dem Französischen, Englischen und Spanischen. Teilweise übertrug sie die Werke, um sie danach als Theaterregisseurin selbst auf die Bühne zu bringen, beispielsweise das Stück Rappacini's Tochter von Octavio Paz oder Der Tunnel von Pär Lagerkvist. Auch für ihre literarischen Anthologien war sie übersetzerisch tätig. Nicht selten leistete sie dabei Pionierarbeit. Sie fertigte die ersten portugiesischen Übersetzungen für Werke von Eugene Ionesco (Die kahle Sängerin), Samuel Beckett, Paul Valéry und Guillaume Apollinaire. Ebenfalls als erste übertrug Patrícia Rehder Galvão Passagen von James Joyce’s Ulysses ins Portugiesische.

## Rezeption
Nachdem erst in den 1980er Jahren eine Renaissance ihres Werkes und eine Anerkennung ihrer Person eintrat, wird Galvão heute als zentrale Figur in Literatur und Politik der formativen Jahre des modernen Brasiliens angesehen. Zu ihrer Person wurden der Spielfilm Eternamente Pagu und zwei Dokumentarfilme veröffentlicht. Zudem entstanden Bühnenproduktionen über ihr Leben. An der Universität Campinas haben sich eine feministische Studiengruppe und das Journal Cadernos Pagu nach ihr benannt. Ihr Werk Parque Industrial wurde in mehrere Sprachen übersetzt, darunter Englisch, Spanisch, Französisch und Kroatisch.

## Werke

### Bibliographie (Auswahl)
- O Romance da Época Anarquista ou Livros das Horas de Pagu que são minhas. In Zusammenarbeit mit Oswald de Andrade. 1929–1931.
- Álbum de Pagu ou Pagu – Nascimento Vida Paixão e Morte. 1929. Herausgegeben von Augusto de Campos. In: Revista Código nº 2, Salvador, 1975 und Revista Através nº 2. São Paulo: Duas Cidade, 1978.
- Parque Industrial: Romance Proletário. São Paulo: Alternativa, 1981 (Faksimile der ersten Edition von 1933).
- Safra Macabra. Contos Policiais. Mit einer Einleitung von Geraldo Galvão Ferraz. Rio de Janeiro: José Olympio, 1998.
- A Famosa Revista. In Zusammenarbeit mit Geraldo Ferraz. In: Dois Romances Rio de Janeiro: José Olympio, 1959.
- Verdade e Liberdade. São Paulo: edição do Comitê Pró-Candidatura Patrícia Galvão, 1950.
- Paixão Pagu: uma autobiografia precoce de Patrícia Galvão. Herausgegeben von Geraldo Galvão Ferraz. Rio de Janeiro: Agir, 2005.[9]

### Werke in Übersetzung

#### Parque Industrial:
- Industrial Park (A Proletarian Novel). Übersetzung ins Englische von Elizabeth und Kenneth David Jackson. Lincoln/London: University of Nebraska Press, "Latin American Women Writers", 1993.
- Industrijski park (Proleterski roman). Übersetzung ins Kroatische von Jelena Bulic. Zagreb, Naklada Jurčić, 2013.
- Parc industriel (roman prolétaire). Übersetzung ins Französische von Antoine Chareyre. Montreuil (Frankreich): Le Temps des Cerises, Sammlung "Romans des Libertés", 2015.
- Parque industrial (Novela proletaria). Übersetzung ins Spanische von Martín Camps. México, Samsara, 2016.